# Tripolis-Windhoek-(Kapstadt)-Highway
Der Tripolis-Windhoek-(Kapstadt)-Highway ist Nr. 3 der Trans-African Highways (TAH), eines internationalen Fernstraßennetzes, das die Wirtschaftskommission für Afrika (UNECA), die Afrikanische Entwicklungsbank (ADB) und die Afrikanische Union entwickeln. Die 10.808 km lange Route hat von allen TAHs die längsten fehlenden Abschnitte und benötigt die meisten Straßenneubauten.
Südafrika war wegen der Apartheid ursprünglich nicht in dieser Route eingeschlossen; nun aber hat man die Verlängerung bis Kapstadt auch integriert. Diese Fernstraße wird in einigen Dokumenten jedoch noch als „Tripolis-Windhoek-Highway“ bezeichnet.

## Route
Die Strecke verläuft durch Libyen, den Tschad, Kamerun, die Zentralafrikanische Republik, die Republik Kongo, die westlichste Spitze der Demokratischen Republik Kongo, Angola, Namibia und Südafrika. Nur in Libyen, Kamerun, Angola, Namibia und Südafrika gibt es asphaltierte Nationalstraßen, die als Trasse für die Fernstraße dienen können. Zurzeit gibt es vom südlichen Libyen durch den Tschad bis in die Nähe von N’Djamena – mehr als 2000 km – nur Sandpisten, und zwischen Salo in der Zentralafrikanischen Republik und Ouésso in der Republik Kongo gibt es noch überhaupt keine Straßenverbindung.

### Südlicher Teil
Der südliche Abschnitt zwischen der Demokratischen Republik Kongo und Kapstadt ist eine wichtige Straße für diese Region und wird von der Südafrikanischen Entwicklungsgemeinschaft (SADC) gefördert, da sie bereits Handelswege dieser Organisation, wie den Trans-Caprivi-Highway und die Handelsroute von der Walfischbucht nach Maputo, verbindet. Die Asphaltierung vorhandener Straßen steht im nördlichen Angola an, aber von Ngage in Angola durch Namibia (als B1) und Südafrika (als N7) nach Kapstadt sind die Straßen bereits alle asphaltiert und in befriedigendem bis gutem Zustand.

### Mittlerer Teil
Der mittlere Abschnitt vom nördlichen Angola bis nach Kamerun wird am meisten gebraucht, da er die erste asphaltierte Verbindung von West- nach Südafrika darstellen und somit den Handel zwischen diesen Gebieten anregen würde, der zurzeit nur auf dem Luft- und Seeweg möglich ist. Tatsächlich fehlt dieser Teilabschnitt jedoch vollkommen und die geplante Trasse von der Zentralafrikanischen Republik in die Republik Kongo führt über sehr abgelegenes und schwieriges Terrain, sowie durch den Regenwald im Sanghabecken. Außerdem würde diese Strecke massiv in einen noch relativ unberührten Naturraum mit etlichen Naturschutzgebieten eingreifen.
Eine Alternativstrecke von Yaoundé in Kamerun nach Brazzaville in der Republik Kongo, die den Warentransport zwischen dem Süden und dem Westen des Kontinents ermöglichen und dennoch nicht so sehr in die Natur eingreifen würde, wurde bereits vorgeschlagen. Sie würde durch Lambaréné in Gabun und Dolisie in der Republik Kongo verlaufen. Der Verkehr von Süden würde in Yaoundé auf den westlichen Teil des Lagos-Mombasa-Highways abzweigen und der Verkehr nach Osten und Norden über die asphaltierte Strecke von Yaoundé nach Garoua-Boulaï an der Grenze zwischen Kamerun und der Zentralafrikanischen Republik geführt würde. Neben der geringeren Länge für den Verkehr vom Süden in den Westen hätte diese Strecke noch andere Vorteile: Es wird bereits internationaler Verkehr hierüber abgewickelt, sie verläuft durch dichter besiedelte und wirtschaftlich aktivere Gegenden, sie würde Gabun und via Fahrspur auch deren Hauptstadt Libreville an das Fernstraßennetz anbinden und sie würde in der Nähe von Mbini in Äquatorialguinea und der Atlantikhäfen Douala und Pointe-Noire verlaufen. Darüber hinaus ist ein größerer Teil dieser Strecke bereits asphaltiert.
Zwischen Dolisié und Matadi gibt es noch eine größtenteils asphaltierte Alternativstrecke durch Pointe-Noire und Cabinda, die den Kongo auf einer Brücke überquert und nicht via Fähre, wie zwischen Brazzaville und Kinshasa, was aber mit der Brazzaville-Kinshasa-Brücke geändert werden soll.

### Nördlicher Teil
Der Tripolis-Windhoek-(Kapstadt)-Highway hat in seinem nördlichen Abschnitt durch die Sahara zwischen Tripolis und N’Djamena keine hohe Priorität, da der Trans-Sahara-Highway (TAH 2) weiter westlich als alternative Nord-Süd-Route mehr Verwendung findet. Aufgrund der Instabilität in der Grenzregion zwischen Libyen und Tschad ist eine Fertigstellung der Straße nicht absehbar.